# 마가단주
마가단주는 러시아의 연방주체 (주)이다. 지리적으로 마가단주는 극동 지역에 위치하고 행정적으로는 극동 연방관구의 일부다. 마가단주의 인구는 136,085명이다(2021년 인구 조사). 따라서 마가단주는 러시아에서 인구가 가장 적은 주이자 3번째로 인구가 적은 연방주체이다.
마가단은 가장 큰 도시이며 마가단주의 수도로, 대부분의 주민이 도시 자체에 거주한다. 해안선은 내륙보다 기후가 덜 심하지만 두 곳 모두 위도에 비해 매우 춥다.
북쪽으로는 축치 자치구, 동쪽으로는 캄차카 변경주, 남쪽으로는 하바롭스크 변경주, 서쪽으로는 사하 공화국과 접한다. 경제는 주로 광업, 특히 금, 은 및 기타 비철 금속에 기반을 둔다.

## 역사
마가단주는 1953년 12월 3일에 콜리마로 널리 알려진 곳에 설립되었다. 상당한 원자재, 특히 금, 은, 주석, 텅스텐 매장량 덕분에 1930년대와 1940년대 스탈린 시대에 달스트로이와 강제 노동 수용소의 조정 하에 채굴 활동과 도로 건설이 개발되었다. 스탈린이 죽자 달스트로이는 해체되었고 지역 행정부가 이전의 많은 책임을 맡았다.
그 이후로 유급 노동이 대부분의 죄수 기반 인력을 대체했으며, 특히 금광 산업의 급속한 경제 확장에 매료되었다.
에벤인, 코랴크인, 유픽족, 축치인, 오로치인, 추반인, 이텔멘족을 포함한 이 지역의 토착민들은 전통적으로 오호츠크해 연안을 따라 어업을 하거나 콜리마강 계곡에서 순록을 치는 것으로 생계를 이어왔으며, 이 지역의 산업화로 어려움을 겪었지만 1987년 페레스트로이카로 인해 많은 오래된 건물이 폐쇄되기 전까지는 제도적 지원에 의지할 수 있었다. 그 결과 더 이상 전통적인 소득원에 의지할 수 없는 많은 사람들이 실업자가 되었다.
축치 자치구는 이전에 행정적으로 마가단주에 예속되었지만 1991년에 분리를 선언했다.
1997년 7월 4일 마가단은 브랸스크, 첼랴빈스크, 사라토프, 볼로그다와 함께 러시아 정부와 권력분담 협정을 체결하여 자치권을 부여하였다. 그 협정은 2002년 1월 30일에 폐지되었다.

## 지리

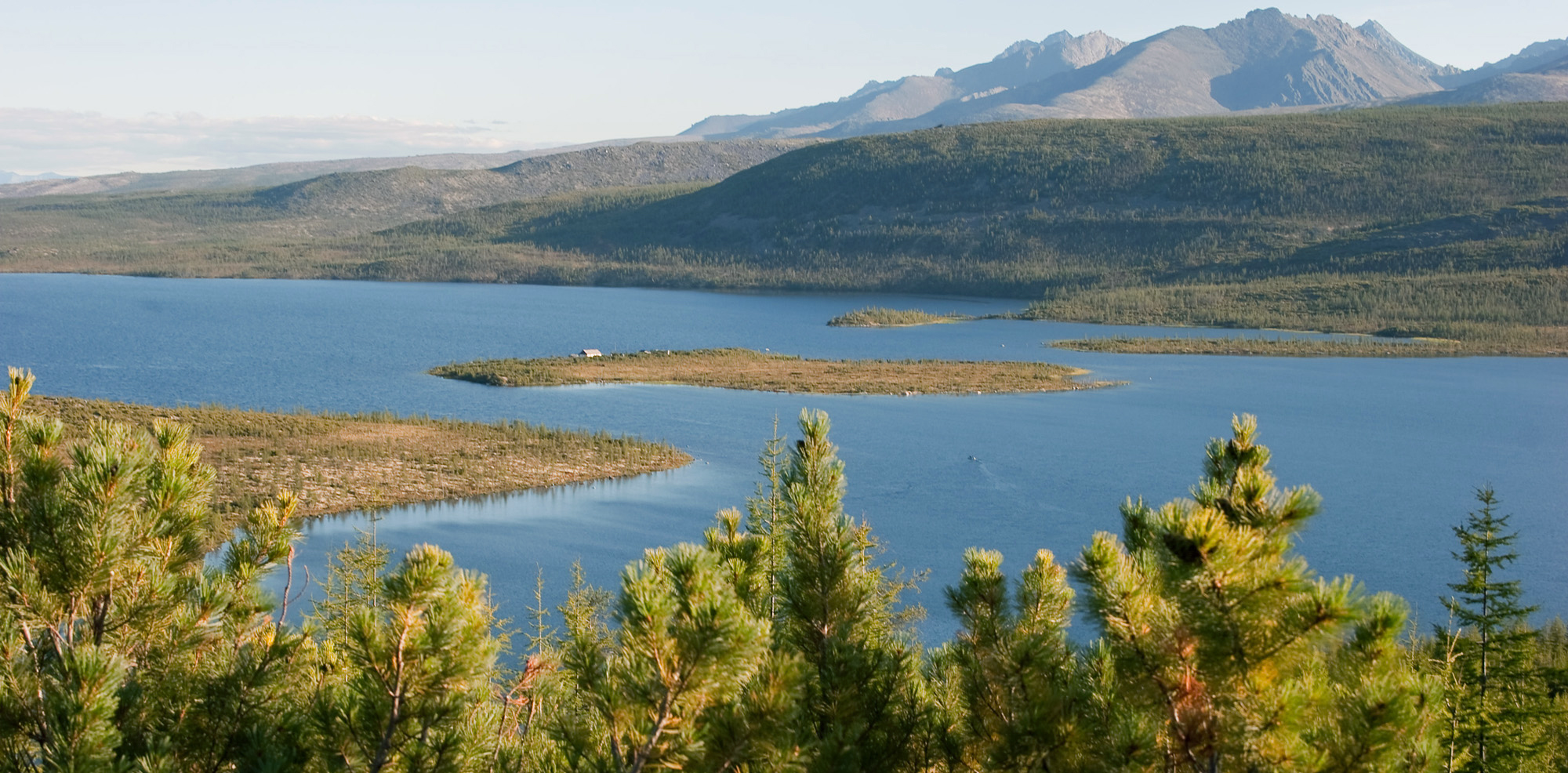
잭 랜턴 호수

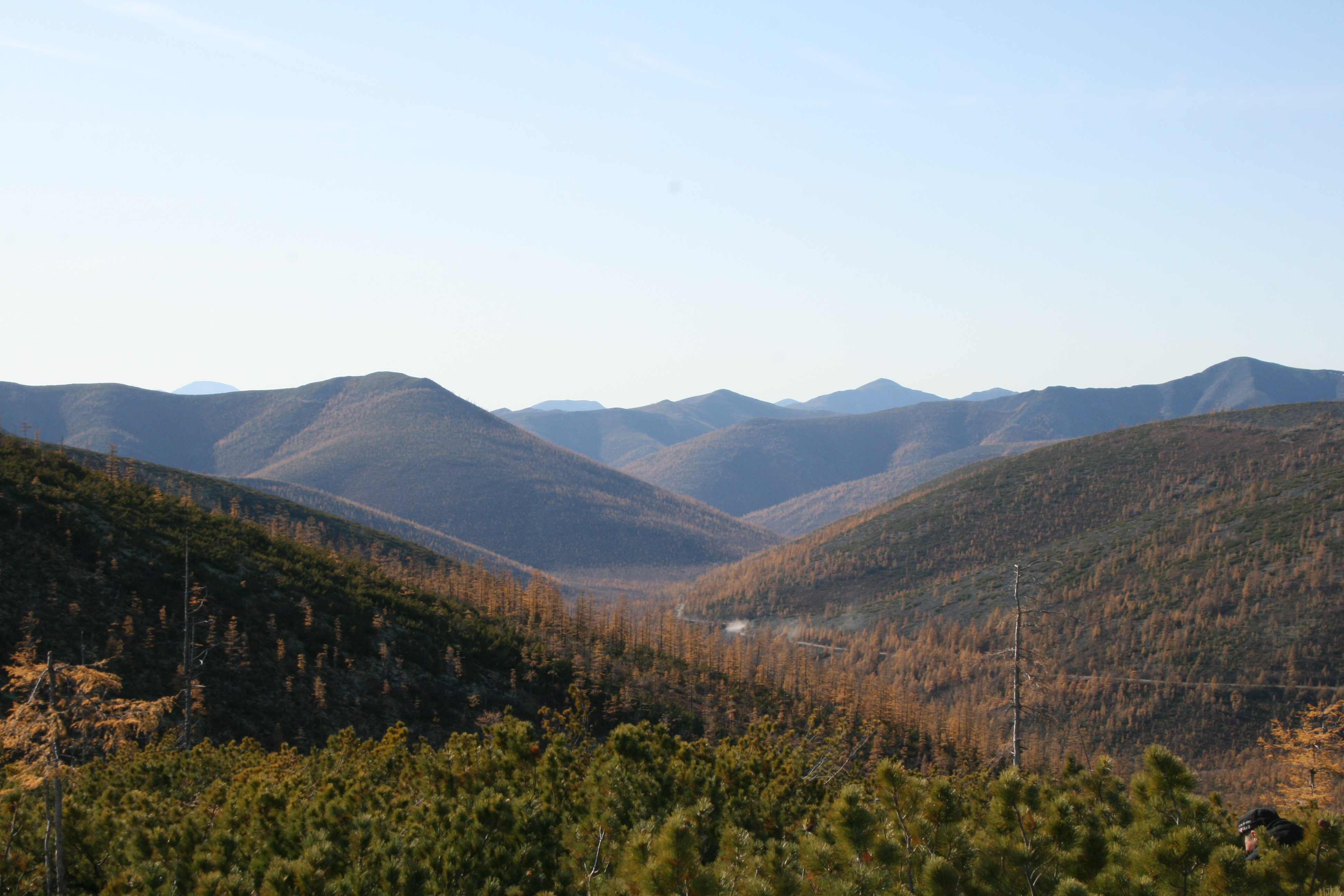
수수만 쪽에서 본 부르할린스키 고개

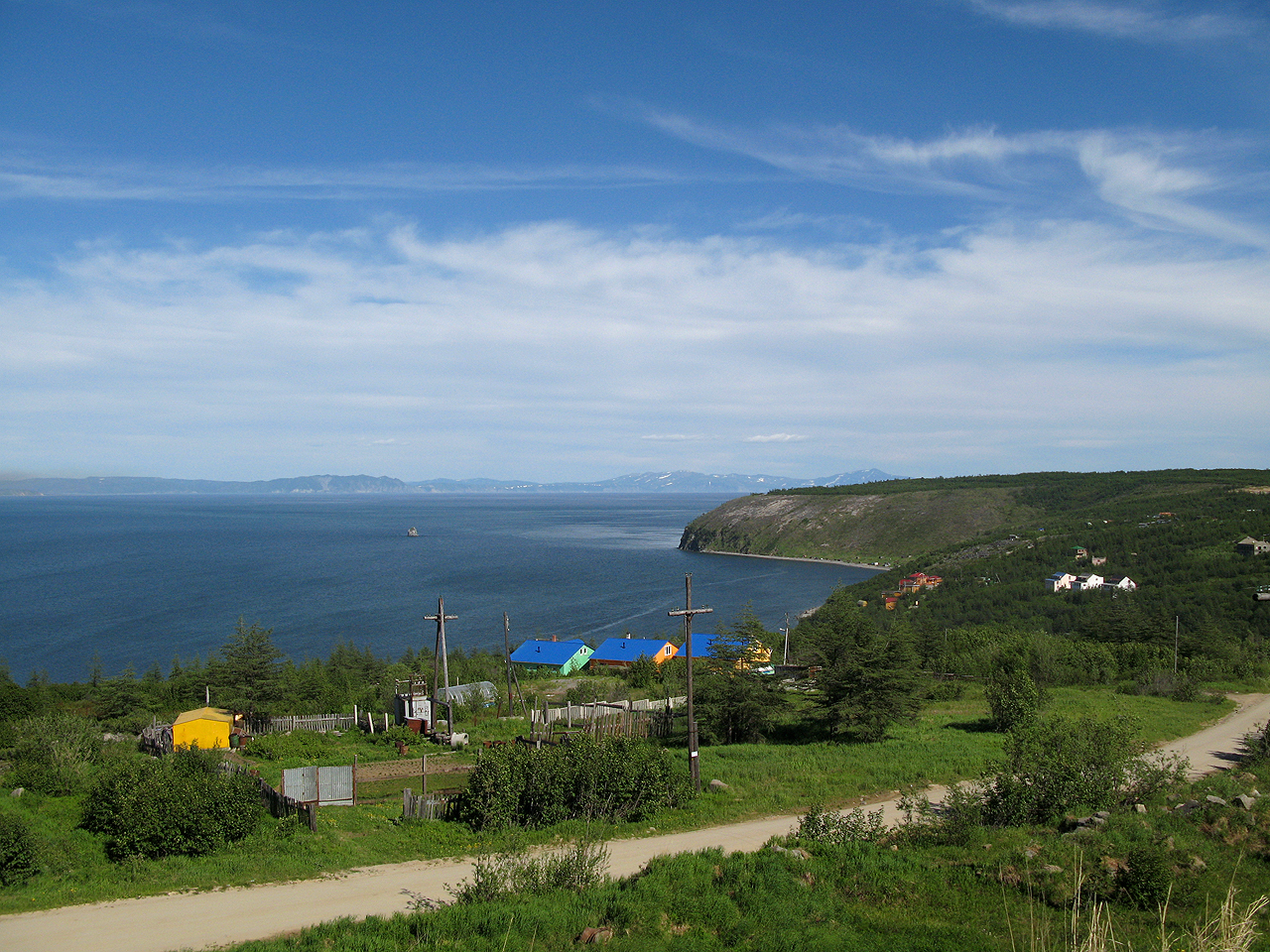
게르트너만, 마가단

마가단주는 주로 산악사막, 툰드라 및 타이가로 구성된다. 이 지역의 남부는 부분적으로 자작나무, 버드나무, 산재, 낙엽송, 오리나무로 숲이 우거져있다.
내륙에는 마가단주에서 가장 높은 지점인 2,337 미터 (7,667 ft) 높은 봉우리인 옥한디아산맥을 포함하여 콜리마산맥에 속하는 산맥과 체르스키산맥이 있다.
해안을 따라 여러 개의 반도가 있으며, 주요 반도는 (북쪽에서 남쪽으로) 타이고노스 반도, 피아기나반도, 코니반도, 오나츠비치반도, 흐미테프스코고반도, 오나라반도이다.
마가단주의 주요 섬은 (북에서 남으로) 텔란 제도, 얌 제도, 자비얄로프 제도, 네도라주메니야 제도 및 스파파리예프 제도이다.

### 야생동물
남쪽의 동물 종에는 눈양, 순록, 무스 및 갈색곰이 포함된다. 오리와 바다새를 포함하여 다양한 종류의 새도 있다. 오호츠크해의 해안 해역은 고래와 같은 대형 척추동물이 서식하는 주목할 만한 생물다양성을 보유하고 있다. 명태, 청어, 대구, 가자미, 연어, 게와 조개를 위한 풍부한 어장이 나타날 수 있다.

### 시간대
마가단 시간 (MAGT)에 놓여있다. UTC와의 시차는 +1200 (MAGT)이다.

## 행정 구역

### 군
- 옴숙찬스키군
- 세베로에벤스키군
- 스레드네칸스키군
- 수수만스키군
- 텐킨스키군
- 야고드닌스키군

## 주민
| 연도                | 인구    | ±%       |
| ------------------- | ------- | -------- |
| 1926                | 6,000   | —        |
| 1939                | 151,000 | +2416.7% |
| 1959                | 188,889 | +25.1%   |
| 1970                | 251,297 | +33.0%   |
| 1979                | 332,845 | +32.5%   |
| 1989                | 385,340 | +15.8%   |
| 2002                | 182,726 | −52.6%   |
| 2010                | 156,996 | −14.1%   |
| 2021                | 136,085 | −13.3%   |
| Source: Census data |         |          |

### 소수민족
2002년의 조사에 의하면 러시아인이 14만6,511명(80.2%)을 차지하고 우크라이나인이 1만8,068명 (9.89%), 에벤인/에벤키인이 2,527명 (1.38%), 벨라루스인이 2,169명 (1.19%), 타타르인이 2,006명 (1.1%), 코랴크인, 야쿠트인, 유카기르인들 순으로 차지한다.